# 라이벌 (드라마)
《라이벌》은 SBS에서 2002년 8월 3일부터 2002년 10월 6일까지 매주 토,일 밤 21시 50분에 방영되었던 주말 특별기획 드라마이다.
당초 여인천하 후속 월화극으로 기획되었으나 유리구두 후속이었던 야인시대가 이 작품의 작가 이환경이 집필해 왔던 KBS 1TV 제국의 아침과의 동시 방송 사태를 막기 위해 서로 편성을 맞바꿔 주말 특별기획 드라마가 됐다. 한편, 본격 골프드라마를 표방했지만 여러 차례의 폭력장면을 실어 물의를 샀다.
아울러, 캐스팅 문제로 어려움을 겪었는데 당초 추자현이 정채연 역으로 낙점됐지만 자신의 이미지와 맞지 않는다며 고사하자 설득 끝에 김민정이 정채연 역으로 낙점됐다.
이와 함께, 출생의 비밀을 간직한 채 어렵게 사는 내용 등이 전작 유리구두와 비슷하다는 이유로 비난을 받았다. 우라사와 나오키 <해피>를 원작으로 만든 드라마다.

## 등장 인물
- 소유진 : 정다인 역
- 김재원 : 강우혁 역
- 김민정 : 정채연 역
- 성은 : 정영희 역
- 김주혁 : 민태훈 역
- 박경림 : 고은세 역
- 오주이 : 연소라 역
- 박철 : 주석철 역
- 이정길 : 정재용 역
- 박원숙 : 오혜라 역
- 김영애 : 홍주경 역
- 이근희 : 원대만 역
- 윤기원 : 송진표 역
- 최준용 : 봉광두 역
- 장성원 : 조한수 역
- 경준 : 한윤서 역
- 유진수 : 어린 채연 역
- 노수성 : 강우혁 친구 역
- 손소영
- 남궁민
- 전재룡
- 장은비
- 서범식
- 한지안

## 시간대 변경
- 2002년 10월 6일 - 6시부터 아시안게임 야구 예선 <한국 VS 일본> 중계가 편성되어[5] 10시 10분부터 11시 15분으로 이동했고 이 과정에서 SBS 8 뉴스는 8시 40분, 그 여자 사람잡네는 9시 10분으로 이동했으며 여고시절 결방

## 수상
- 2002년 SBS 연기대상 10대 스타상, 남자 인기상 뉴스타상, SBSi상 김재원
- 2002년 SBS 연기대상 10대 스타상, 여자 인기상 소유진
- 2002년 SBS 연기대상 뉴스타상 김민정